# Mounaïm El Idrissy
Mounaïm El Idrissy (arabisch منعم الإدريسي, DMG Munʿim al-Idrīsī; * 10. Februar 1999 in Martigues) ist ein marokkanisch-französischer Fußballspieler, der aktuell beim KV Kortrijk in der Division 1A spielt.

## Karriere
El Idrissy begann seine fußballerische Ausbildung bei Olympique Marseille 2012. Nach nur einem Jahr wechselt er zum SC Air Bel, wo er bis 2015 spielte. Anschließend unterschrieb er in der Jugend des AC Ajaccio. Hier kam er bereits schnell auch schon für die zweite Mannschaft in der National 3 zum Einsatz.
Am 19. Oktober 2018 (11. Spieltag) debütierte er in der ersten Mannschaft in der Ligue 2, als er bei einem 3:2-Sieg über den AC Le Havre spät eingewechselt wurde. Insgesamt kam er in jener Saison 2018/19 auf 5 Einsätze in Frankreichs zweithöchster Spielklasse. Am zweiten Spieltag der Folgesaison wurde er erneut eingewechselt und schoss gegen Grenoble Foot das entscheidende Tor zum 1:0-Auswärtssieg und damit sein erstes auf professioneller Ebene. In der Spielzeit 2019/20 traf er noch vier weitere Male in insgesamt 21 von 28 möglichen Einsätzen. In der Saison 2020/21 kam er dann zu 25 Einsätzen und traf einmal in der Liga. Zusätzlich bestritt er in der Saison 2019/20 noch zwei und in der Saison 2020/21 noch ein Spiel in der zweiten Mannschaft. Die Saison 2021/22 beendete er bereits mit drei Toren aus 26 Spielen.
Zur Saison 2022/23 schaffte er mit Ajaccio den Aufstieg in die Ligue 1. Dort durfte er direkt am ersten Spieltag gegen Olympique Lyon das erste Mal in der Startelf spielen. Zwei Wochen später schoss er gegen Stade Rennes bei einer 1:2-Niederlage sein erstes Tor in der Ligue 1. Insgesamt kam er in dieser Saison zu 32 von 38 möglichen Ligaspielen mit acht geschossenen Toren. Die Saison endete mit dem Rückabstieg in die Ligue 2.
In der neuen Saison bestritt er noch drei von fünf Ligaspielen für Ajaccio. Anfang September 2023 wechselte er am letzten Tag des belgischen Transferfensters zum Erstdivisionär KV Kortrijk, bei dem er einen Vertrag mit einer Laufzeit von drei Jahren mit der Option der Verlängerung um ein weiteres Jahr unterschrieb. Dort bestritt er 22 von 32 möglichen Ligaspielen und zwei Pokalspielen.

## Erfolge
- Zweiter der Ligue 2 und Aufstieg in die Ligue 1: 2022